# الصبيحة (حريضة)

'

تعديل مصدري - تعديل

الصبيحة هي إحدى قرى عزلة حريضة بمديرية حريضة التابعة لمحافظة حضرموت، بلغ تعداد سكانها 114 نسمة حسب تعداد اليمن لعام 2004.